# Crisis hídrica de la sabana de Bogotá (2024-2025)
La crisis hídrica de la Sabana de Bogotá iniciada en 2024 es una sequía causada por el fenómeno del Niño en los embalses que suministran agua a la ciudad de Bogotá y a municipios aledaños, en la que se han evidenciado los niveles de agua más bajos registrados en su historia. La crisis ha causado la implementación de políticas de ahorro, y racionamiento de agua.

## Causas
El sistema Chingaza es una red de embalses que proveen el 70 % del agua potable de Bogotá. Está conformado por dos cuerpos de agua, el embalse de Chuza y el de San Rafael, los cuales dependen de precipitaciones de lluvia para poder llenarse. Desde junio de 2023, una reducción en el número de lluvias, junto con una ola de calor, empeorados por la llegada del fenómeno del Niño en noviembre del mismo año, empezaron a generar preocupaciones respecto a los niveles de agua en los embalses de la región Andina de Colombia, donde está la Sabana de Bogotá, con registros de hasta el 4 de abril de 2024 diciendo las reservas hídricas en el centro del país estaban al 42 % de su capacidad, cuando éstas estuvieron al 72 % en el mismo periodo del año en 2023. Así mismo, según el IDEAM (la agencia meteorológica del gobierno colombiano), en febrero de 2024, cuando se esperaba que iniciase la temporada de lluvias, se presentó una caída en los niveles de precipitación comparado al promedio histórico. La misma historia se reportó en marzo.
Así mismo, el Acueducto de Bogotá registró en marzo un aumento súbito en el consumo de agua en la ciudad de 86 millones de litros, comparado por la directora del Acueducto, Natasha Avendaño, así la población de la ciudad hubiese crecido en 500 mil habitantes de la noche a la mañana. Para inicios de abril de 2024, los niveles del sistema Chingaza estaban al 16,9 % de su capacidad total, los niveles más bajos registrados en 40 años.

## Medidas de ahorro y racionamiento

### Bogotá y municipios aledaños
En respuesta a la crisis, el 4 de abril de 2024, el alcalde de Bogotá, Carlos Fernando Galán, anunció una serie de medidas de racionamiento que empezarían a ser implementadas el 11 del mismo mes, la primera vez en la historia reciente de la ciudad en la que tales medidas se han llevado a cabo, dividiendo la ciudad y los vecinos municipios cundinamarqueses de La Calera (provincia del Guavio), Cajicá, Chía, Cota, Gachancipá, Sopó, Tocancipá (provincia de Sabana Centro), Funza, Madrid, Mosquera (provincia de Sabana Occidente) y Soacha (provincia homónima) en nueve zonas en las que irían implementando cortes de agua uno por uno por 24 horas, restableciendo el servicio cuando fuese el turno de la siguiente zona, bajo un cronograma publicado el 8 de abril, el cual se repetiría cada nueve días. Las medidas de racionamiento excluyeron a la localidad de Usme, debido a que su agua potable proviene del sistema El Dorado, que mantiene niveles del 45 % de su capacidad.
El 26 de junio, Galán y la directora del Acueducto, Natasha Avendaño, anunciaron que, a partir del 1 de julio, los cortes de agua se darían en cada zona cada dos días (en vez de cada día, como había sido el caso hasta entonces), lo que significaría que el calendario de cortes se repetiría ahora cada 18 días (a comparación de los nueve de antes).
Dos meses después, después de que se presenciasen niveles de lluvia menores a los esperados para el mes de agosto (siendo el del 2024 el agosto más seco registrado en 55 años), así como un aumento en los niveles de consumo, Galán dijo el 25 de agosto que esquemas más restrictivos al implantado en julio podrían introducirse, y, en el 26 del mismo mes, Avedaño no descartó la posibilidad de que los turnos diarios aplicados antes de julio podrían ser reintroducidos. El 20 de septiembre se anunció que las más estrictas medidas de racionamiento en vigor previo a julio serían reimplantadas, empezando el 29 del mismo mes. El 5 de diciembre, Galán y Avedaño anunciaron que no se harían cortes de agua entre el 23 de diciembre de 2024 y el 6 de enero de 2025, resumiendo el sistema de cortes por área el 7 de enero.

### Norte de Sabana Centro
El 15 de abril, los alcaldes de los municipios de Cogua, Nemocón y Zipaquirá, en la parte norte de la provincia de Sabana Centro en Cundinamarca, se reunieron para discutir una serie de políticas de ahorro de agua con el fin de evitar tener que implementar una política de racionamiento como la de Bogotá. Acordaron así restricciones en el uso de agua para lavar carros y fachadas, así como prohibir el acceso a la reserva hidráulica de los municipios.